# 芝田勝茂
芝田 勝茂（しばた かつも、1949年-）は、石川県羽咋市下曽祢町出身の日本の児童文学作家。日本児童文学者協会・日本児童文芸家協会会員。日本ペンクラブ会員。東京都世田谷区在住。
おもに高学年向け長編ファンタジー作品を書く。長年、小学生・中学生・高校生のサマーキャンプ、スキーキャンプのディレクターをしてきた経験が作品にも反映されているという。劇団主宰として自作の上演も行う。
ホームページの掲示板に詩の書き込みをした当時小学生の文月悠光を、最初に見出した人物でもある。

## 来歴
石川県立羽咋高等学校卒業。1981年、ハイ・ファンタジー『ドーム郡ものがたり』でデビュー。

## 賞歴
- 1984年 第13回児童文芸新人賞 - 『虹へのさすらいの旅』[6]
- 1991年 第38回産経児童出版文化賞 - 『ふるさとは、夏』[7]
- 2006年 第30回日本児童文芸家協会賞 - 『真実の種、うその種』[8]

## 作品
- 『ドーム郡ものがたり』福音館書店土曜日文庫1981年。挿絵は和田慎二。のち小峰書店より再刊2003年。挿絵は佐竹美保。
- 『虹へのさすらいの旅』福音館書店土曜日文庫1983年。挿絵は和田慎二。のち小峰書店より『虹への旅』と改題して再刊2004年。挿絵は佐竹美保。
- 『夜の子どもたち』福音館書店土曜日文庫1985年。挿絵は小林敏也。のちパロル舎より再刊1996年、絶版。
- 『ふるさとは、夏』福音館書店創作シリーズ1990年。挿絵は小林敏也。のちパロル舎より再刊1996年、絶版。福音館文庫より再刊2004年。
- 『アイドルをめざせ!』講談社1991年。
- 『あしたへ、アイドル!』講談社1993年。
- 『時のむすめ』教育画劇1993年。
- 『星の砦』（理論社）1993年、絶版。のち講談社青い鳥文庫より再刊2009年。
- 『きみに会いたい』あかね書房1995年。
- 『アスターシャ、どこ?』あかね書房1995年。幼年童話。
- 『サラシナ』あかね書房2001年。挿絵は佐竹美保。更級日記の竹芝伝説をもとにしたタイムスリップ・ファンタジー。
- 『雨ニモマケチャウカモシレナイ』小峰書店1998年。宮沢賢治の雨ニモマケズをテーマにしたファンタジー。
- 『マジカル・ミステリー・シャドー』（学研）2003年。挿絵は小松良佳。
- 『虫めずる姫の冒険』あかね書房2005年。挿絵は小松良佳。平安時代を舞台にしたファンタジー。
- 『ぼくらのサマーキャンプ』国土社2008年。著者のサマーキャンプ・ディレクター体験からの創作。
- 『進化論』講談社1997年絶版。「新人類」の誕生を描く近未来SF。のち講談社YA！ENTERTAINMENTシリーズにて再刊2004年。
- 『真実の種、うその種』（『ドーム郡シリーズ第3部）小峰書店2005年。挿絵は佐竹美保。
- アンソロジー『夢をひろげる物語』シリーズ2009年～2011年。全12巻。（ポプラ社）
- 編訳『ガリバー旅行記』（学研・世界名作シリーズ）2014年。
- 編訳『西遊記』（学研・世界名作シリーズ）2015年。
- 『空母せたたま小学校、発進!』（そうえん社）2015年。挿絵は倉馬奈未×ハイロン
- 編訳『ロビンソン・クルーソー』（学研・世界名作シリーズ）2015年。
- 『空母せたたま小学校 世界の謎はボクが解く!』（そうえん社）2016年。挿絵は倉馬奈未×ハイロン
- 『空母せたたま小学校 戦争ガ起キルカモシレナイ』（そうえん社）2016年。挿絵は倉馬奈未×ハイロン

## 作詞・作曲
- 2006年、羽咋市立瑞穂小学校校歌[9]
歌詞に英語のフレーズが入っている[9]。